# Sanu Sherpa
Sanu Sherpa (Makalu, 1975) è un alpinista nepalese.

## Biografia
È nato in un villaggio di pastori ai piedi dell'Himalaya ed è stato mandriano nel distretto di Sankhuwasabha.
All'età di 31 anni si trasferì a Kathmandu per dedicarsi all'alpinismo, prima come portatore poi come guida alpina. La sua prima spedizione su un ottomila la fece sul Cho Oyo, come accompagnatore di una squadra coereana.
Tra il 2006 e il 2019 effettuò la prima ascensione su tutti i 14 ottomila, diventando la 42ª persona a riuscirci nella storia.
Il 21 luglio 2022 divenne la prima persona al mondo a scalare per due volte tutti i 14 ottomila. Ha compiuto l'impresa senza sponsorizzazioni.

## Ascensioni sugli ottomila
- Annapurna – 2016, 2021, 2022
- Broad Peak – 2014, 2017
- Cho Oyu – 2006, 2008
- Dhaulagiri – 2019, 2021, 2022
- Everest – 2007, 2008, 2009, 2012, 2013, 2016, 2017
- Gasherbrum II – 2019, 2022
- Gasherbrum I – 2013, 2019, 2022
- K2 – 2012, 2021
- Kangchenjunga – 2014, 2022
- Lhotse – 2008, 2021, 2022
- Makalu – 2019, 2022
- Manaslu – 2010, 2011, 2016
- Nanga Parbat – 2017, 2018, 2022
- Shisha Pangma – 2006, 2011